# Peperomia reticulata
Peperomia reticulata är en pepparväxtart som beskrevs av Isaac Bayley Balfour. Peperomia reticulata ingår i släktet peperomior, och familjen pepparväxter. Inga underarter finns listade i Catalogue of Life.